# سگ، گربه و …
سگ، گربه و … (لهستانی: ...Pies, kot i) یک مجموعهٔ پویانمایی تلویزیونی لهستانی است که مابین سال‌های ۱۹۷۲ تا ۱۹۷۶ میلادی برپایهٔ فیلم‌نامه‌ای از «رومان خوشچو» و «یولانتی کارچفسکی» ساخته و منتشر شد. این کارتون با نامِ سگ و گربه مزاحم در دههٔ ۶۰ خورشیدی از تلویزیون ایران نیز پخش شد.

## خلاصه داستان
قهرمانان این کارتون لهستانی، یک سگ و یک گربه هستند. سگ که ثروتمند و کمی خنگ است، خانه‌ای دارد و می‌تواند هر آنچه را که برای یک زندگی مرفه لازم است، تهیه کند. گربه فقیر است و در اتاق زیر شیروانی این خانه، مستأجر سگ است. او باهوش است و با زرنگی می‌تواند وسایل سگ را از چنگش درآورده یا از آنها به نفع خود استفاده کند.
از قسمت «مزرعه» به بعد، طرح داستان کمی تغییر می‌کند: قهرمانان ثابت می‌مانند، اما وقایع داستانی از این پس در مکان‌های مختلفی که سگ رئیس یا مالک آنهاست، رخ می‌دهند.

## فهرست قسمت‌ها
1. ... خانه
2. ... تلویزیون
3. ... دسی‌بل
4. ... یخچال
5. ... ضبط صوت
6. ... جارو برقی
7. ... اجاق گاز
8. ... باغ
9. ... رادیو
10. ... ماهی‌ها
11. ... ماشین لباسشویی
12. ... ماشین
13. ... دوربین
14. ... مزرعه
15. ... مسافرخانه
16. ... کاتر (قایق)
17. ... کوله‌پشتی
18. ... پمپ بنزین
19. ... فانوس دریایی
20. ... کلبهٔ جنگل‌بان